# Legge di Gutenberg-Richter

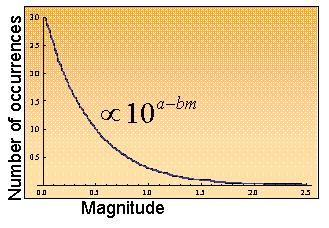
La legge di Gutenberg–Richter per b = 1

In sismologia, la legge di Gutenberg–Richter esprime la relazione fra la magnitudo nella scala Richter e il numero del totale dei terremoti almeno di quella magnitudo in una data regione e periodo di tempo.
{\displaystyle \!\,{\log N}=a-bM}
oppure
{\displaystyle \!\,N=10^{a-bM}}
Dove:
- {\displaystyle \!\,N} è il numero di eventi di una data magnitudo
- {\displaystyle \!\,M} è una magnitudo minima
- {\displaystyle \!\,a} e {\displaystyle \!\,b} sono delle costanti

## Caratteristiche
La relazione tra la magnitudo di un terremoto e la frequenza delle scosse fu proposta per la prima volta da Charles Francis Richter e Beno Gutenberg nel 1949, è sorprendentemente efficace anche se i valori di a e b possono variare significativamente da regione a regione o nel corso del tempo. 
Il valore della costante b è tipicamente molto prossimo a 1,0 nelle regioni sismicamente attive. Ciò significa che per ogni evento di magnitudo 4,0 ci saranno 10 scosse di magnitudo 3,0 e 100 scosse di magnitudo 2,0. Il valore di b può variare tra 0,5 e 2 in funzione della localizzazione della sorgente.

Una considerevole eccezione si verifica durante gli sciami sismici quando il valore di b può arrivare fino a 2,5, il che indica una proporzione molto alta di piccole scosse rispetto alle grandi scosse. Un valore b significativamente differente da 1,0 può indicare un problema con un insieme di dati; per esempio è incompleto o contiene errori nel calcolo della magnitudo. L'estratto ("roll off") del valore b è un indicatore della totalità della serie di dati alla fine di una bassa magnitudo.
Il valore a è di minore interesse scientifico e indica semplicemente il tasso di sismicità totale della regione.
Questo può essere visto più agevolmente esprimendo la legge di Gutenber-Richter in funzione del numero totale di eventi:
{\displaystyle N=N_{\mathrm {TOT} }10^{-bM}\ }
dove
{\displaystyle N_{\mathrm {TOT} }=10^{a},\ }
è il numero totale di eventi.
Tentativi moderni per comprendere la legge implicano teorie di criticità auto-organizzata o auto similarità.